# Distrito Escolar Metropolitano de Cleveland
El Distrito Escolar Metropolitano de Cleveland' (Cleveland Metropolitan School District, CMSD) es un distrito escolar de Ohio. Tiene su sede en Cleveland. En el año escolar de 2008-2009, el distrito tuvo 112 escuelas, incluyendo 89 escuelas PreK-8 y 23 escuelas preparatoria. En el año escolar de 2009-20010, el distrito también tuvo 44.362 estudiantes.